# Bản hit
Bản hit hay còn gọi là ca khúc hit hoặc bài hit, là một bài hát hoặc nhạc cụ được thu âm, trở nên phổ biến rộng rãi hoặc được nhiều người biết đến. Mặc dù bản hit có nghĩa là bất kỳ bài hát nào được chơi rộng rãi hoặc bán chạy, nhưng bản thu âm cụ thể thường dùng để chỉ một bản nhạc xuất hiện trong một biểu đồ âm nhạc chính thức thông qua phát sóng vô tuyến lặp đi lặp lại hoặc doanh số thương mại đáng kể.
Trong lịch sử, trước sự phổ biến của âm nhạc được ghi lại, doanh số bán các bản nhạc thương mại của các bài riêng lẻ cũng được quảng bá và theo dõi tương tự như các đĩa đơn và album hiện nay. Chẳng hạn vào năm 2018, Edward B. Marks và Joe Stern đã phát hành The Little Lost Child, đã bán được hơn một triệu bản, chủ yếu dựa trên thành công của nó như một bài hát minh họa, tương tự như các video âm nhạc ngày nay.

## Bài hit trên Bảng xếp hạng
Tại Hoa Kỳ và Vương quốc Anh, một đĩa đơn thường được coi là một hit khi nó lọt vào Top 40 của Billboard Hot 100 chính thức hoặc Top 75 của Bảng xếp hạng đĩa đơn của Anh và duy trì ở đó ít nhất một tuần. Các Guinness Book of Hit Singles Anh đã sử dụng định nghĩa này từ những năm 1970. Một số người lập luận rằng việc đạt được của một bài hit là ít nhất 100, bắt đầu kể từ khi Official Charts Company chính thức gia tăng số bài trong bảng xếp hạng trên trang web của họ vào ngày 23 tháng 6 năm 2007.
Một hit duy nhất được gọi khác nhau là hit số một, hit 10, hit 20 hay hit 40, tùy thuộc vào vị trí cao nhất của nó. Ở Anh (nơi mà việc phát trên radio không được tính trong các bảng xếp hạng chính thức), điều này không phản ánh hoàn toàn sự phổ biến của bài hát vì vị trí bảng xếp hạng hàng tuần chỉ dựa trên so sánh trực tiếp với doanh số đồng thời của các đĩa đơn khác. Do đó, không có gì lạ khi một đĩa đơn thất bại, nhưng thực tế đã bán được nhiều bản hơn các đĩa đơn khác được coi là hit dựa trên vị trí biểu đồ cao hơn của họ trong thời kỳ doanh số thấp.

## Số liệu doanh thu
Ở Anh, doanh số cần thiết để đạt được một bản hit giảm dần theo mức giảm chung của doanh số cho đến đầu những năm 2000. Con số này, tuy nhiên, đã phục hồi mạnh mẽ với sự tăng trưởng trong tải xuống kỹ thuật số chính thức. 2011 là một năm kỷ lục cho doanh số bán hàng đĩa đơn của Anh. Số liệu thực tế thay đổi đáng kể tùy thuộc vào thời gian trong năm. Trong năm 2010, đĩa đơn số một thường được bán khoảng 100.000 bản mỗi tuần; doanh số khoảng 30.000 thường đủ để lọt vào top 10 và một lần bán hơn 6.000 bản có thể lọt vào top 40.

## Album gồm toàn các bản hit
Các công ty thu âm thường phát hành các bộ sưu tập bản hit của các nghệ sĩ khác nhau dưới dạng Album tổng hợp, chẳng hạn như trong loạt Now That's What I Call Music!. Các ban nhạc và nghệ sĩ nổi tiếng cũng thường xuyên phát hành bộ sưu tập các đĩa đơn nổi tiếng nhất của họ dưới dạng Album tuyển tập.